# James Legge

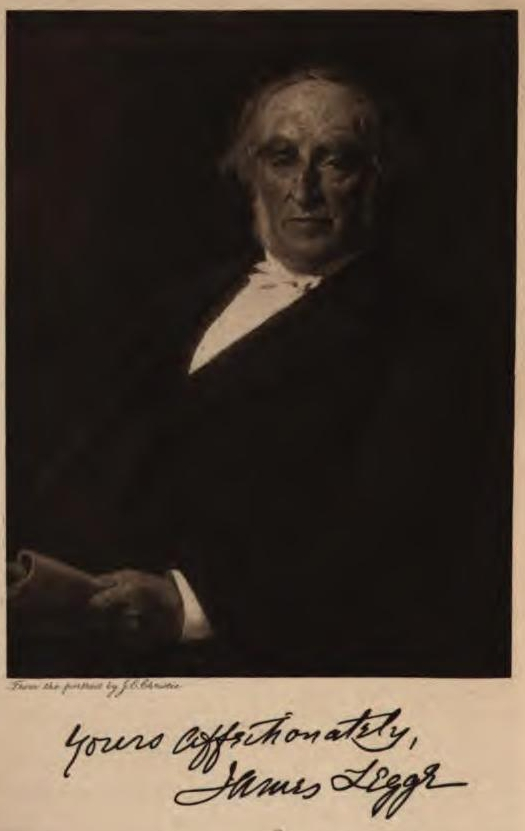
James Legge, portret z jego biografii z odręczną dedykacją

James Legge (lɛɡ; chiń. trad. 理雅各; pinyin Lǐ Yǎgè, ur. 20 grudnia 1815 w Huntly, zm. 29 listopada 1897 w Oksfordzie) – szkocki misjonarz, sinolog, tłumacz klasycznych dzieł filozofii i religii chińskiej, pierwszy profesor sinologii na Oxford University. Jeden z najwybitniejszych, jeśli nie najwybitniejszy sinolog dziewiętnastowieczny, którego monumentalne dzieło – tłumaczenie większości najważniejszych dzieł starożytnej myśli chińskiej, położyło podwaliny pod zrozumienie kultury Chin przez Europejczyków i pod sinologię jako dziedzinę nauki.

## Młodość
Był najmłodszym z czterech synów kupca Ebenezera Legge’a i Elizabeth z domu Cruikshank; jego matka zmarła gdy miał dwa lata i wychowywany był przez macochę, którą dobrze wspominał. Miasteczko Huntly w Aberdeenshire było niewielkie, ale pochodziło z niego kilku wybitnych uczonych, w tym William Milne, jeden z pierwszych misjonarzy pracujących z Chińczykami oraz redaktor Encyclopedii Britannici, znany hebraista, William Robertson Smith. Wychowany został w tradycji kongregacjonalistycznej. Dzięki znajomości łaciny uzyskał stypendium do King’s College Uniwersytetu Aberdeen, który ukończył w 1835, otrzymując laur najlepszego studenta – Huttonian Prize. Po studiach, przez półtora roku uczył w średniej szkole w Blackburn; w tym okresie, pod wpływem starszego brata, duchownego, jego kręgu religijnych przyjaciół i dyrektora szkoły, przystał do środowiska ewangelikalnego. W 1837 wstąpił do Highbury Theological College w Londynie i rok później został ordynowany; w czasie studiów rozpoczął naukę chińskiego, z postanowieniem wyruszenia na misję do Chin.
W 1839 ożenił się z Mary Isabellą Morison (córką znaczącego pastora Johna Morisona) i wyjechał do Malakki, gdzie uczył w Anglo-Chinese College, szkole dla Chińczyków, prowadzonej przez London Missionary Society (a po śmierci poprzedniego dyrektora, został jej kierownikiem). Stwierdził wówczas, że aby efektywnie nawracać Chińczyków należy zrozumieć ich literaturę i wykorzystać ją do pracy misjonarskiej.

[Autor] uznał – a doświadczenia ostatnich 20 lat pracy potwierdziły, że miał słuszność – że nie będzie miał dostatecznych kwalifikacji do tej [misjonarskiej] pracy, dopóki w pełni nie zrozumie chińskich dzieł klasycznych, nie zbada zakresu myśli mędrców chińskich, która jest podstawą moralnego, społecznego i politycznego życia tych ludzi

## Misjonarz i tłumacz

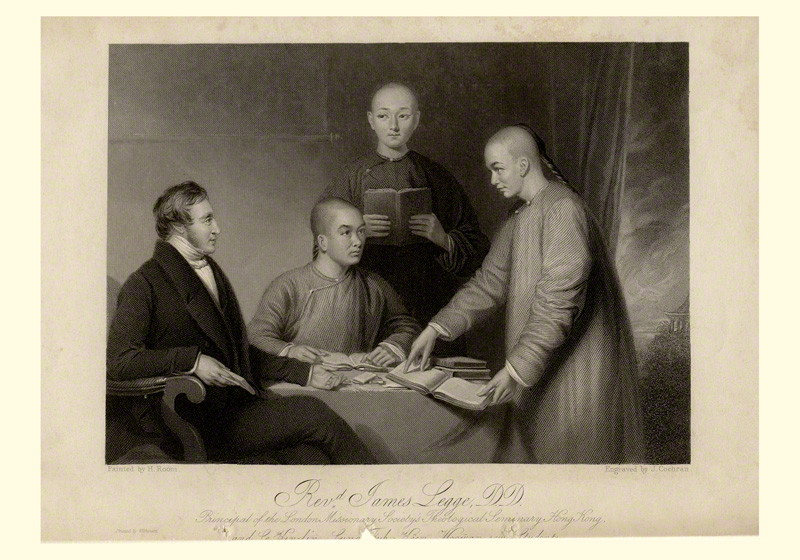
James Legge i jego chińscy studenci w Hongkongu

Jako przedstawiciel drugiej fali nowożytnych misjonarzy chrześcijańskich, budował na fundamentach położonych przez Roberta Morrisona, Williama Milne’a i innych poprzedników, którzy nie byli w stanie dotrzeć bezpośrednio do Chin, ale pracowali wśród chińskich imigrantów w Azji Południowo-Wschodniej, tworząc tam podstawy nauczania języka chińskiego dla obcokrajowców. Ich praca ograniczona była też względami politycznymi, podczas gdy Legge i inni mu współcześni wykorzystywali sukcesy brytyjskie w (siłowym) otwieraniu Chin.
Po wygranej I wojnie opiumowej Wielka Brytania przejęła Hongkong i Legge przeniósł się do nowej kolonii, gdzie mieszkał przez następne 30 lat. W tym okresie odbył kilka podróży do Anglii (1846-48, 1857-58 i 1867-70) i jedną (1865) do Japonii. W 1852 zmarła jego żona. Wysłał córki na naukę do Szkocji, ale sam pozostał w Hongkongu. Podczas drugiego pobytu w Anglii ożenił się powtórnie, z wdową po misjonarzu, Hanną Mary Willetts. Pracował tam m.in. nad swoim cyklem tłumaczeń, uznając je za bardzo istotne dla akomodacji nauczania chrześcijańskiego do kultury chińskiej. Protestanccy misjonarze w tym okresie, o silnym nastawieniu ewangelikalnym, w większości nie byli zainteresowani poznaniem kultury chińskiej. Legge był jednym z kilku, którzy mieli przeciwne zdanie. Rozpoczął m.in. ponownie dyskusję nad właściwym tłumaczeniem pojęcia „Bóg” na chiński – ostatecznie jego propozycja by używać pojęcia Shangdi (上帝; Najwyższy Władca, Pan na Wysokościach) została przyjęta w kręgach protestanckich (katolicy w swoich tłumaczeniach Biblii używają pojęcia Tianzhu, 天主, Pan Niebios).
Zachowując angielski strój i styl bycia, poznał chiński język i kulturę na tyle dobrze, że nauczał i wygłaszał kazania po chińsku. Do 1856 prowadził dwujęzyczną szkołę dla chłopców i dziewcząt, chcąc wychować pokolenie rodowitych, chińskich misjonarzy. Jego nadzieje nie spełniły się, gdyż wychowankowie woleli pracować jako tłumacze dla robiących wielkie interesy w Chinach kupców zachodnich. Po 1856 Legge skupił się więc na swoich pracach nad kanonem chińskim, uznając jego objaśnienie za kluczowe dla sukcesu pracy misjonarskiej w Chinach (który zawsze pozostawał jego głównym celem).
Współpracował z wieloma znaczącymi uczonymi chińskimi. Jeszcze w Malacce pracował z Ho Tsun-sheenem, który pomagał mu we wczesnych tłumaczeniach, a potem sam został autorem ważnych komentarzy do chińskich tłumaczeń ewangelii. Luo Zhongfan z Kantonu, sympatyzujący z, ale nie nawrócony na chrześcijaństwo, napisał (pod wpływem Legge’a) komentarze do chińskich klasyków, w duchu monoteistycznym. Przez cztery lata asystentem Legge’a był błyskotliwy Hong Rengan, który w 1858 wrócił do Chin, na dwór swojego kuzyna Hong Xiuquana, przywódcy tajpingów. Hong Rengan został jednym z królów państwa tajpingów i wielu misjonarzy miało (ostatecznie niespełnione) nadzieje, że zwróci ten ruch ku ortodoksyjnemu chrześcijaństwu (Hong zginął po upadku powstania). Najważniejszym jednak ze współpracowników misjonarza był Wang Tao, który nawet towarzyszył Legge’owi w jego podróży do Wielkiej Brytanii (1867-69), by kontynuować prace translatorskie. Pod wrażeniem tego, co widział w Anglii, Wang został później znaczącym propagatorem modernizacji qingowskich Chin. W uznaniu dziesięcioletniej współpracy Legge, gdy został profesorem w Oksfordzie, zaprosił Wanga ponownie do Anglii, ale ten odmówił, ze względu na swoją karierę dziennikarską w Chinach.
Legge ostatecznie opuścił Hongkong w 1873, zmęczony sporami z konserwatywnie nastawionymi misjonarzami, którzy mieli mu za złe nadmierne skupienie się na chińskich klasykach. Finansujące Legge’a London Missionary Society zaczęło się obawiać, że przez swoje tłumaczenia, Legge może więcej chrześcijan zwrócić ku pogańskim religiom Chin, niż Chińczyków – ku chrześcijaństwu. Odbył podróż do Qufu, miejscu narodzin Konfucjusza i Pekinu, gdzie odwiedził Świątynię Nieba (fakt, że zdjął buty by okazać szacunek temu wciąż czynnemu miejscu kultów cesarskich i że odśpiewał tam z towarzyszami hymny chrześcijańskie, był później krytykowany przez jego oponentów jako znak nadmiernego „zsinizowania”). Podróżując przez Amerykę, w 1874 dotarł do Anglii i spędził dwa lata w Dollar w Clackmannanshire.

## Profesura w Oksfordzie

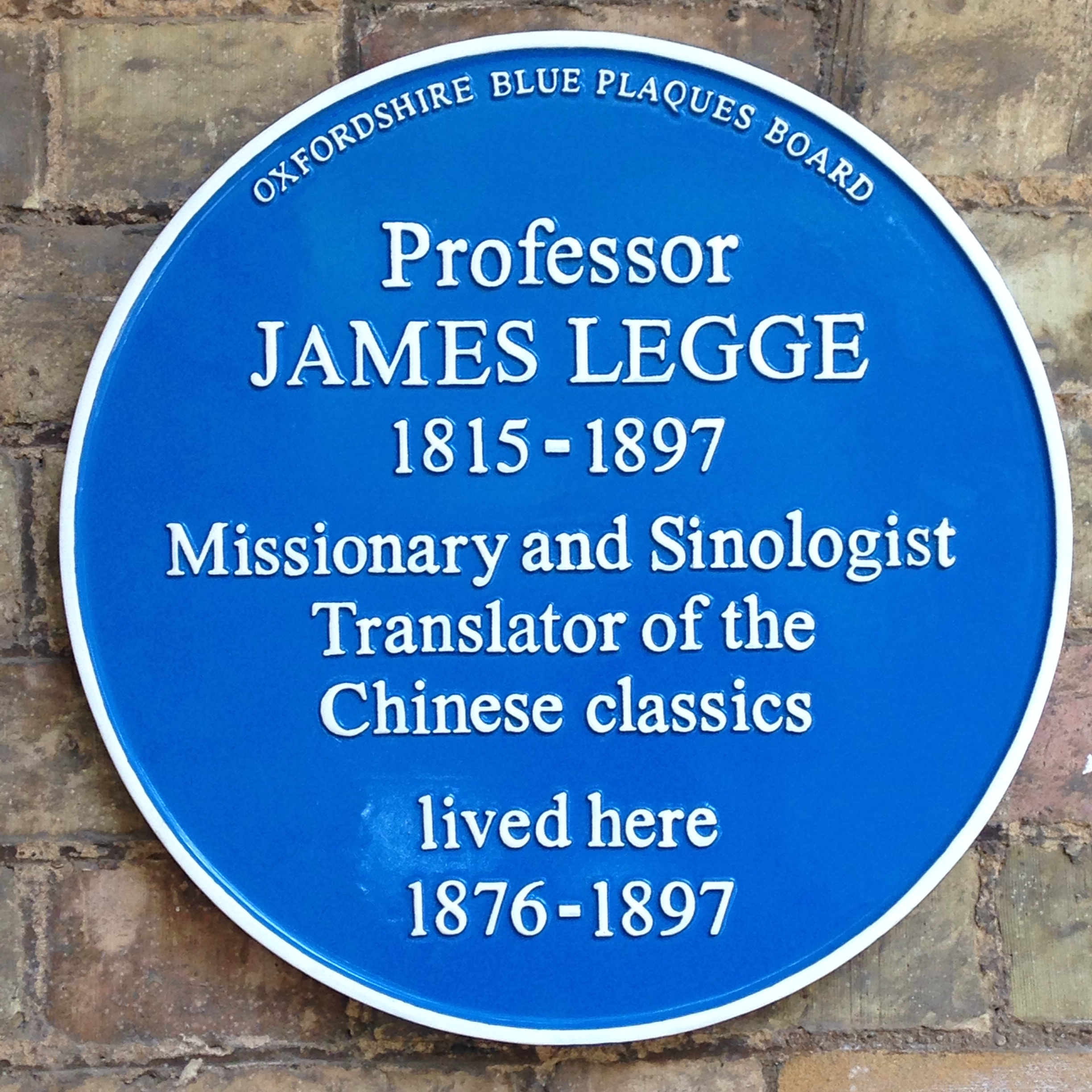
Niebieska tablica upamiętniająca J. Legge'a na jego domu w Oksfordzie

W 1876 otrzymał nowo utworzoną profesurę języka chińskiego na Uniwersytecie Oksfordzkim, którą piastował do śmierci (podczas wykładu) w wieku 82 lat. Pozostawał nonkonformistycznym (czyli nie należącym do państwowego Kościoła anglikańskiego) duchownym, ale jego kariera przybrała bardziej świecki charakter. Był pierwszym nieanglikańskim duchownym, który został profesorem Oksfordu. Przez resztę życia mieszkał z rodziną pod nr 3 Keble Terrace - na domu tym umieszczono w 2018 pamiątkową niebieską tablicę. Wyższy status społeczny, jaki dała mu oksfordzka profesura, nie zmienił zasadniczo ani charakteru, ani stylu życia Legge'a. Jako jeden z nielicznych podówczas profesorów był w pełni oddany pracy badawczej. Utrzymał swój zwyczaj wstawania o 3-4 nad ranem, by do świtu studiować i tłumaczyć chińskie dzieła - ten tryb życia prowadził praktycznie do śmierci. Niepochodzący z wyższych klas Legge'owie, nienależący też do Church of England byli też w dużej mierze ignorowani przez snobistyczną śmietankę towarzyską Oksfordu. Niemniej, po wielu latach rozłąki, życie rodziny Legge'ów było spokojne i pomyślne, mimo lęków jego żony przed zgubnym wpływem "nazbyt intelektualnego" i niedostatecznie religijnego środowiska uniwersyteckiego miasta.
Legge nauczał przez cały swój czas w Oksfordzie, aczkolwiek w latach 1880. jego aktywność była mniejsza, ze względu na poważne kłopoty zdrowotne. Uczył chińskiego klasycznego i współczesnego, oraz lektury i tłumaczenia tekstów. Ponadto prowadził wykłady otwarte, których tematy często pokrywały się z bieżącą tematyką badawczą. Ówczesny system studiów na Oksfordzie nie wymuszał na studentach wielkiego zaangażowania, a ponieważ otwarte kursy nie liczyły się do egzaminów, liczba studentów Legge'a na ogół nie przekraczała kilku osób. Żaden z jego studentów nie miał też wielkich osiągnięć, z wyjątkiem austriackiego sinologa Arthura von Rosthorna.
Aktywnie współpracował z innym wybitnym orientalistą, indologiem Friedrichem Maxem Müllerem, tworząc podstawy religioznawstwa porównawczego i nauczając w Corpus Christi College. Przykładem jego komparatystycznego podejścia jest wykład porównujący założenia etyczne konfucjanizmu, taoizmu i chrześcijaństwa, wydany następnie w postaci książkowej jako Confucianism and Tâoism described and compared with Christianity. Przygotowany na konferencję misjonarzy w Szanghaju w 1877 wzbudził tak duży opór konserwatywnej części uczestników, że został z niej wycofany. Jako badacz religii i tradycji filozoficznych, reprezentował tradycję tekstualną, nie analizując jak ideały były wcielane w życie – w przeciwieństwie do innego wczesnego badacza J.J.M. de Groota.
Wykładając w Oksfordzie przygotował poprawioną wersję swoich tłumaczeń ksiąg konfucjańskich, które ukazały się ponownie nakładem Clarendon Press w latach 1893 i 1895. Przekłady dzieł taoistycznych (i części konfucjańskich) weszły do cyklu świętych ksiąg Wschodu, wydawanych pod redakcją Müllera przez Uniwersytet Oksfordzki w latach 1879–1910 (łącznie 50 tomów). Są to klasyki konfucjańskie (tomy 3, 16, 27 i 28) oraz taoistyczne (tomy 39 i 40). Tłumaczenia te, wznawiane i wykorzystywane po dziś dzień, stały się podstawą rozumienia idei konfucjańskich i taoistycznych przez Europejczyków. Interesował się też wczesnym buddyzmem chińskim i wczesnym chrześcijaństwem w Chinach, szczególnie nestorianizmem.

## Charakterystyka prac

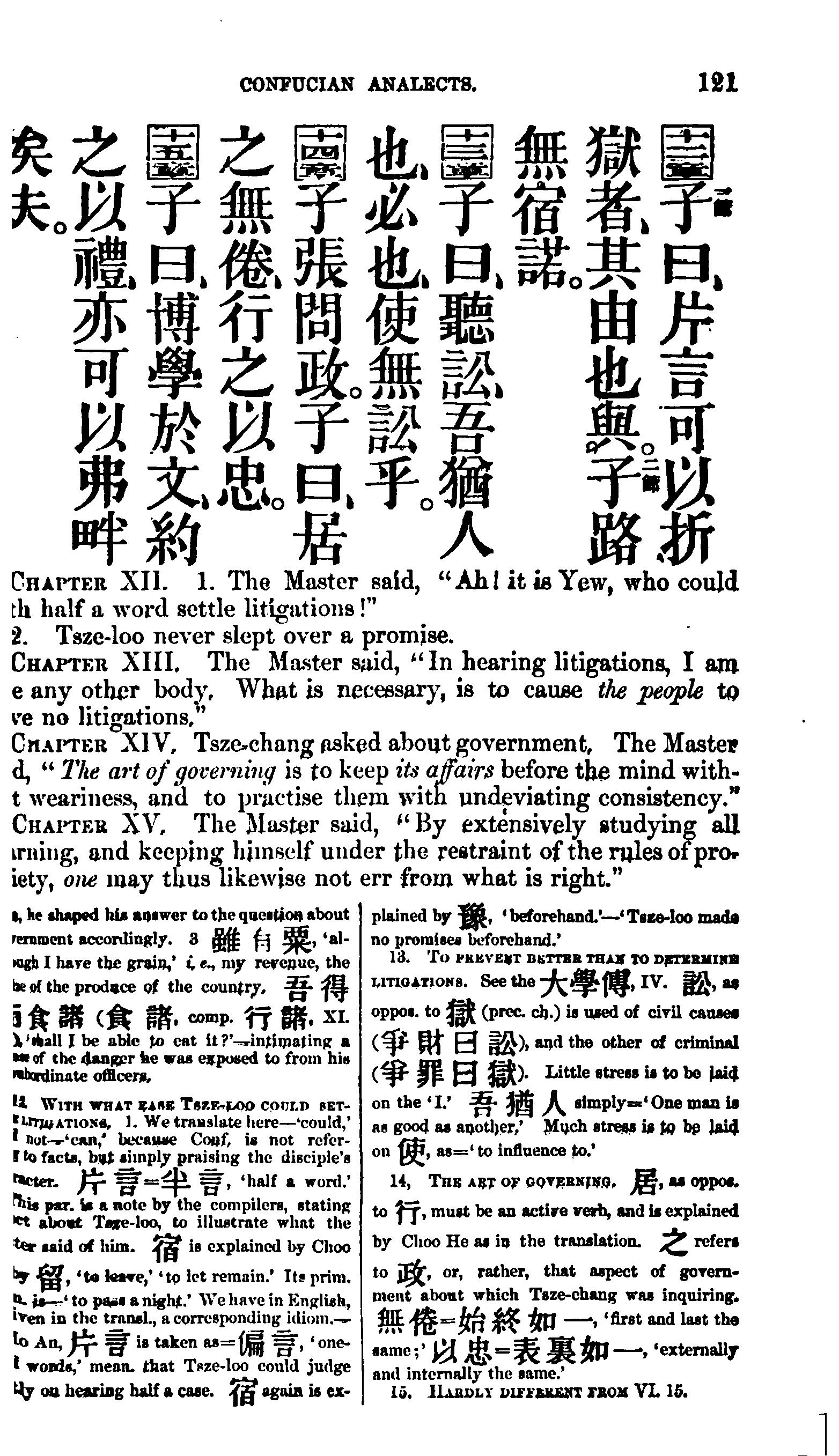
Przykładowa strona (121) Dialogów konfucjańskich – widoczny tekst oryginału, tłumaczenie i noty Legge’a

W swoich pracach kładł większy nacisk na poprawność niż formę stylistyczną. Z tego względu jego pierwsze tłumaczenie (z 1871) Księgi Pieśni (Shi Jing), zbioru wierszy z okresu Zhou jest oddane prozą. Podjął jednak próbę ponownego tłumaczenia tych wierszy w postaci poetyckiej. Choć niezbyt udana, miała ona m.in. wpływ na zainteresowanie się chińską poezją przez Ezrę Pounda. Podejście Legge'a, opatrywanie tekstów wierszy Shi Jingu obszernymi przypisami i przekładami oryginalnych komentarzy (głównie dwunastowiecznego neokonfucjanisty Zhu Xi) było zbliżone do tego, jakie reprezentowali badacze chińscy. Niemniej był pierwszym angielskim tłumaczem chińskiej poezji, który, tworząc dwie różne edycje tego samego dzieła, w ogóle podjął próbę pogodzenia wymogów ścisłości naukowej i prozodii. Mimo niedoskonałości, był to pierwszy znaczący zbiór poezji chińskiej przełożony na język angielski, i jest on wciąż wykorzystywany. Zdaniem C. Hole'a większość późniejszych tłumaczy chińskiej poezji nie mogła się równać z klasyczną erudycją Legge'a. 
Oceniając jego tłumaczenie Dialogów Konfucjańskich Zhu Fang określa je jako satysfakcjonujące pod względem oddania rejestru, cech leksykalnych, syntaktyki oryginału, ale niezbyt dobre pod względem fonologii, prawdopodobnie przez zbyt duże różnice między językiem chińskim a angielskim, oraz poświęcające zwartość tekstu na rzecz zrozumiałości tłumaczenia. Legge starannie oddaje też figury retoryczne oryginału, choć czasem za cenę opatrywania ich wielką ilością przypisów. Starannie opracowane tłumaczenia Legge’a są – mimo upływu 150 lat – wciąż uważane za jedne z najlepszych i wykorzystywane we współczesnych opracowaniach.
Położył ogromne zasługi jako tłumacz, ale był też pionierem nowoczesnego, liberalnie nastawionego misjonarstwa, wprowadzania nauk o Azji do programów nauczania w Oksfordzie, a także dopuszczenia kobiet do studiów na tym uniwersytecie.
Jego córka, Helen Edith Legge, napisała biografię ojca James Legge, Missionary and Scholar.

## Wybór dzieł
- Zbiór chińskich dzieł klasycznych: The Chinese Classics: with a Translation, Critical and Exegetical Notes, Prolegomena, and Copious Indexes (Chińskie dzieła klasyczne: tłumaczenie z notami krytycznymi i objaśniającymi, wprowadzeniami i obszernymi indeksami), wydane w Hongkongu nakładem autora i w Londynie przez Trubner&Co. Wszystkie zawierają równoległy tekst chiński i angielski we własnej transkrypcji Legge’a oraz dokładne noty translatorskie:
  - Tom I, 1861: zawiera: Dialogi konfucjańskie, Wielka Nauka i Doktryna Środka
  - Tom II, 1861: Mengzi (Księga Mencjusza)
  - Tom III, część 1, 1865: Wprowadzenie, Księga Dokumentów – rozdziały 1–36, i Kronika bambusowa
  - Tom III, część 2, 1865: Księga Dokumentów: rozdziały 37-71 i indeksy
  - Tom IV, część 1, 1871: Wprowadzenie, Księga Pieśni – część pierwsza
  - Tom IV, część 2, 1871: Księga Pieśni – części druga, trzecia i czwarta
  - Tom IV, część 1, 1872: Kronika Wiosen i Jesieni wraz z Przekazami Zuo – księgi 1–8
  - Tom IV, część 1, 1872: Kronika Wiosen i Jesieni wraz z Przekazami Zuo – księgi 9–12

- Tłumaczenia w serii Sacred Books of the East (Święte księgi Wschodu) pod redakcją Maxa Müllera, wydane w Oksfordzie przez Clarendon Press
  - Księgi konfucjańskie
    - Tom 3, 1879: Księga Dokumentów, religijna część Księgi Pieśni oraz Klasyk nabożności synowskiej
    - Tom 16, 1882: Księga Przemian
    - Tom 27, 1885: Księga Rytuału – rozdziały 1–10
    - Tom 28, 1885: Księga Rytuału – rozdziały 11–46

  - Księgi taoistyczne
    - Tom 39 Księga Drogi i Cnoty, Księga Zhuangzi – księgi 1–17
    - Tom 40: Księga Zhuangzi – księgi 18–33, Taishang Ganying Pian (Traktat o działaniach i ich skutkach), Qingjing Jing (Klasyk o czystości), Huangdi Yinfujing (Klasyk Harmonii Widzialnego i Niewidzialnego), Yushu Jing (Klasyk Jadeitowej Podstawy) i Nei Riyong Jing (Klasyk Organizacji Dnia)

- Inne
  - The religions of China: Confucianism and Tâoism described and compared with Christianity, Londyn: Hodder and Stoughton, 1880.
  - The Nestorian monument of Hsî-an Fû in Shen-hsî, China (Nestoriańska stela z Xi’an w Shanxi, Chinach), London: Trübner & co., 1888; zawiera chiński i angielski tekst steli z Xi’an.